# Chan Chan
Um reino poderoso, com estrutura hierárquica definida e uma cidade perfeitamente planejada, abrigando 50 mil habitantes. Assim era Chan Chan há 600 anos, hoje um dos mais preciosos sítios arqueológicos do mundo. Somente mãos habilidosas poderiam erguer uma cidade de barro como a de Chan Chan, costa norte do Peru. Próximo a Trujillo, Chan Chan foi a capital do Reino de Chimu, um dos mais poderosos da América do Sul, embora menos famoso que o Inca. Em 1986 a Unesco declarou esta relíquia arqueológica um patrimônio cultural da humanidade. E não é para menos: pelos cerca de 15 km² nos quais se estende Chan Chan, há ruínas das edificações construídas em adobe, um material preparado com barro, palha e pedregulho, ideal para a região em que se localiza a cidade, quase sem chuvas. Mas a erosão, provocada pela ação do tempo, colocou o sítio arqueológico em outra lista, a dos patrimônios em perigo.

## Etimologia
O renomado linguista Ph.D. Rodolfo Cerrón-Palomino propôs uma etimologia na quechuamara para o topônimo. De acordo com sua hipótese, tanto a forma <Chanchan> quanto as variantes <Cauchan> e <Canda> podem ser explicadas por um étimo quéchua *kantʂa 'curral, cerca, lugar fechado' e o morfema toponímico quéchua *-n (de provável etimologia aimará). Assim, a pronúncia atual seria resultado de uma "armadilha ortográfica", já que originalmente o che <ch> teria sido usado para representar o som de uma oclusiva velar /k/ no início da palavra. Originalmente, o topônimo seria *kanĉa-n(i) '(lugar) onde abundam cercas ou currais', cuja quechualização resulta no fonético /kantʃáŋ/ em <Chanchán>. Segundo essa proposta, o topônimo não seria Mochica ou Quingnam, nem seria tão antigo, mas teria sido imposto a partir do quíchua.

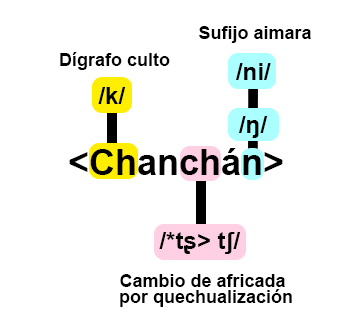
Reconstrução da fonética de Chanchán em /kantʃáŋ/, com base na etimologia de Rodolfo Cerrón-Palomino.
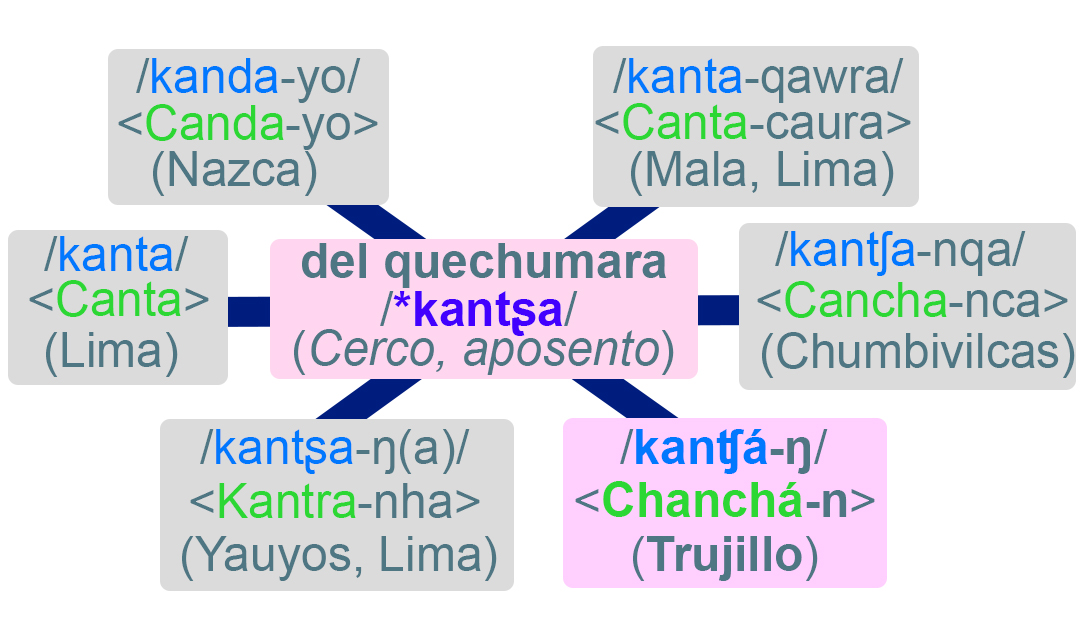
O topônimo Chanchán aparece relacionado a outros topônimos que possuem a mesma raiz Quechumara /*kantʂa/.

## Cidade dividida

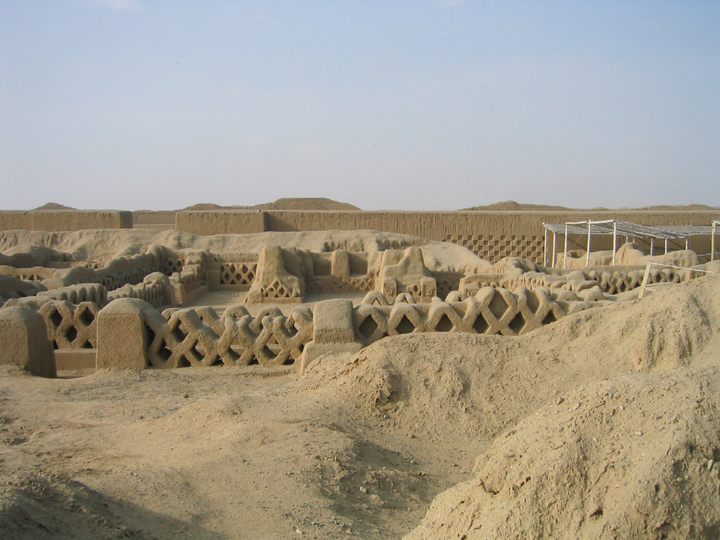
Chan Chan

O auge do Reino Chimu aconteceu no século XIV. A cidade de Chan Chan dividia-se em dez partes muradas - chamadas cidadelas -, algumas com paredes de proteção de mais de 9 metros de altura. Em cada cidadela havia templos religiosos piramidais, jardins, cemitérios, reservatórios e palácios para os reis e nobres. Uma das histórias daquela época faz referência a jardins com plantas de ouro. Fora do muro ficavam as casas mais modestas, para o povo. O centro da cidade era o Templo de Tschudi, onde até hoje pode-se apreciar a Câmara do Conselho - local reservado a reuniões - e experimentar seu efeito acústico fantástico: basta sussurrar para se fazer ouvir. No século XV os Chimus foram dominados pelos Incas, deixando para a posterioridade ruínas de sua civilização.
Localização: Vale do Chimu, costa norte do Peru.
Maior Cidadela: Cerca de 20.500 m².
Perigo: Em 1998, em razão do El  Niño, uma chuva atípica castigou Chan Chan e medidas de emergência tiveram que ser tomadas.